# Frank Schäffer
Frank „Eddy“ Schäffer (* 6. Juli 1952 in Leonberg; † 15. November 2024 in Stuttgart) war ein deutscher Fußballspieler und Sänger. Als Spieler von Borussia Mönchengladbach gewann er in den Jahren 1975 bis 1977 dreimal in Folge die deutsche Fußballmeisterschaft und 1975 und 1979 zweimal den UEFA-Cup.

## Laufbahn als Fußballspieler

### Aus der Amateurliga Nordwürttemberg 1973/74 zum UEFA-Cup Sieg 1975
Das Defensivtalent Frank Schäffer, hervorgegangen in Leonberg aus dem TSV Eltingen, spielte in der Runde 1973/74 mit der SpVgg 07 Ludwigsburg in der Amateurliga Nordwürttemberg gegen die Konkurrenz aus Aalen, Ulm, Göppingen, Bietigheim und Eltingen. Nach dem Gewinn des WFV-Pokals 1974 holte Hennes Weisweiler, der anerkannte Talenteförderer vom Bökelberg, den 22-jährigen Württemberger im Sommer 1974 zu Borussia Mönchengladbach. Am 25. September 1974 debütierte der „Olympia-Amateur“ in Bursa beim Länderspiel gegen die Türkei in der deutschen Fußballnationalmannschaft der Amateure. In Wiesbaden bestritt er am 16. Oktober beim 1:0-Erfolg gegen Kanada das zweite Spiel in der DFB-Mannschaft. Ausgerechnet in seiner schwäbischen Heimat, am 9. November 1974 beim Auswärtsspiel gegen den VfB Stuttgart, setzte Trainer Weisweiler erstmals den Vorstopper in der Fußball-Bundesliga ein. Beim 2:1-Sieg verteidigte er zusammen mit Berti Vogts, Hans-Jürgen Wittkamp und Lorenz-Günther Köstner in der Verteidigung vor Torhüter Wolfgang Kleff. Im April 1975 verschaffte ihm der Trainer erstmals Kurzeinsätze in den Halbfinalbegegnungen gegen den 1. FC Köln im UEFA-Cupwettbewerb. Am 7. Mai kam er im ersten Finalspiel im UEFA-Cup gegen FC Twente Enschede, am 15. Mai bei den DFB-Amateuren im Olympia-Qualifikationsrückspiel gegen Spanien in Barcelona, am 21. Mai beim souveränen 5:1-Sieg in Enschede und in den vier letzten Saisonspielen in der Bundesliga vom 24. Mai bis 14. Juni bei Mönchengladbach zum Einsatz. Der junge Spieler aus Württemberg feierte damit in seiner ersten Runde in Mönchengladbach den Gewinn der deutschen Meisterschaft und den Erfolg im UEFA-Cup. Von den weiteren Neuzugängen im Sommer 1974 – Karl Del’Haye, Lorenz Hilkes, Walter Posner und Roger Roebben – hatte keiner auf Anhieb den Sprung in die Stammformation am Bökelberg geschafft.

### Bundesligafußball und Europacup bis 1983
Unter dem Nachfolger des nach Barcelona gewechselten Hennes Weisweiler, Udo Lattek, war Frank Schäffer bei dem Gewinn der Meisterschaften 1976 und 1977 im Einsatz. Im Europacup der Meister stand er mit der Borussia am 25. Mai 1977 in Rom im Finale gegen den FC Liverpool. Am 17. November 1976 hatte er für den DFB beim Länderspiel der B-Nationalmannschaft in Timișoara gegen Rumänien verteidigt. Als es im vierten Jahr mit Trainer Udo Lattek in der Bundesliga nicht mehr für einen Spitzenplatz reichte, zog Gladbach aber in die UEFA-Cup-Finalspiele gegen Roter Stern Belgrad im Mai 1979 ein. In beiden Endspielen gehörte Schäffer der Gladbacher-Abwehr an, die Schwerstarbeit bei dem 1:1-Unentschieden in Belgrad und dem 1:0-Sieg in Düsseldorf leisten musste. Im ersten Jahr unter der Trainingsleitung von Jupp Heynckes, 1979/80, stand der kopfball- und zweikampfstarke Abwehrspieler wieder in den Finalspielen des UEFA-Cups. Eintracht Frankfurt setzte sich mit dem besseren Torquotient durch. Insgesamt bestritt der Ex-Ludwigsburger von 1974 bis 1983 in der Bundesliga 229 Spiele mit sechs Toren für Borussia Mönchengladbach. Dazu kommen noch 40 Spiele mit einem Treffer im Europapokal und 24 Einsätze im DFB-Pokal.
Das letzte Punktespiel mit Mönchengladbach bestritt Frank Schäffer beim 4:2-Heimerfolg gegen den 1. FC Kaiserslautern am 28. Mai 1983 als rechter Verteidiger. Im Sommer 1983 beendete er nach 229 Bundesligaeinsätzen (6 Tore), 24 DFB-Pokalspielen (ein Tor) und 40 Europacupspielen (ein Tor) seine Lizenzspielerlaufbahn und kehrte zu der SpVgg 07 Ludwigsburg zurück, für die er noch zwei Spielzeiten in der Oberliga Baden-Württemberg absolvierte. Parallel dazu nahm er die Tätigkeit bei der Leonberger Bausparkasse auf, die 2001 von der Wüstenrot Bausparkasse übernommen wurde und deren Bezirksleiter er 2011 war. 1988 stieg er als Spieler seines Heimatklubs TSV Eltingen in die damals viertklassige Verbandsliga Württemberg auf, später war er Spielertrainer des Klubs.

## Eddy and the News
Nachdem er bereits frühzeitig Gitarrenunterricht erhalten hatte, gründete Frank Schäffer 1971 die CCR-Coverband Eddy and the News und trat als ihr Leadsänger im Großraum Stuttgart auf. Die Band hatte Bestand, bis Schäffer 1974 seine Heimat verließ, um bei Borussia Mönchengladbach einen Profivertrag zu unterschreiben. Die Band wurde 1992 von Schäffer neu gegründet und spielte in den folgenden Jahren in Festzelten, bei Straßenfesten, Vereinsjubiläen, Autohaus-Eröffnungen und bei Oldie-Nights im Vorprogramm von The Lords, The Animals, The Sweet, Slade, Dave Dee, The Equals, Suzi Quatro und The Marmalade. Nach einer Live-Veröffentlichung im Jahr 1997 erfolgte im Sommer 2002 die Aufnahme einer CD mit Material nach schwäbischen Texten von Eberhard Ziegler. Zu diesem Zeitpunkt bestand die Band aus Frank Schäffer (Leadgesang), Günter Trugenberger (Leadgitarre und Gesang), Dieter Philippin (Piano und Keyboards), Michael Heller (Gitarre, Bass und Gesang), Heinz Wöhr (Schlagzeug und Gesang) und Arthur Lindner (Bass, Saxophon und Gesang). Nach der neuerlichen Auflösung 2007 kam es 2010 zur Reunion in der Besetzung Frank Schäffer (Gesang), Jürgen Braun (Gitarre und Gesang), Dieter Philippin (Piano und Keyboards), Horst Künzel (Schlagzeug), Bernhard Eberle (Bass) und Günter Trugenberger (Gitarre).
Diskografie
- 1997: Eddy and the News Live
- 2002: I will hoim

## Tod
Im November 2024 starb Schäffer im Alter von 72 Jahren in Stuttgart.